# Лоусон, Джон (адмирал)
Сэр Джон Лоусон (род. 1615—1665 Скарборо, Северный Йоркшир) — английский морской офицер и республиканец.
Лоусон командовал кораблями на службе парламента во время и после Гражданской войны в Англии, 1642-1646, 1651-1653, 1654-1656. В 1656 году он был уволен с государственной службы, по-видимому, по политическим мотивам. Будучи анабаптистом и республиканцем, он был вовлечен в заговор «людей пятой монархии» и арестован в 1657 году. Однако вскоре после освобождения он был назначен главнокомандующим флотом в 1659 году и сотрудничал с генералом Джорджем Монком и морским генералом Эдвардом Монтегю в восстановлении монархии в 1660 году. Благодарный английский король Карл II посвятил его в рыцари в 1660 году.
В июне 1661 года Лоусон со своим флагом на «Свифтсуре» сопровождал Монтегю, ныне графа Сандвича, в Средиземное море, чтобы остановить бурную деятельность корсаров. Лоусон присутствовал при том, как сандвич и граф Питерборо захватили Танжер, и он купил недвижимость в новом английском владении; Лоусон был полон энтузиазма в поддержку взятия Танжера, когда его допрашивал Король. Когда сандвич отправился в Лиссабон, чтобы сопровождать новую королеву Екатерину Брагансскую в Англию, Лоусон остался командовать сильной эскадрой с инструкциями заставить Алжир, Тунис и Триполи соблюдать договоры, чтобы не мешать английскому судоходству. Захватив несколько корсарских кораблей, освободив около двухсот пленников и продав примерно столько же мавров в рабство, он вынудил их возобновить договоры. Он вернулся в Англию на зиму 1662-3, а затем снова на зиму 1663—1664 годов; и алжирцы, воспользовавшись случаем, возобновили свои пиратские набеги. В мае Лоусон снова был в Средиземном море, но прежде, чем Корсары были уничтожены, его отправили домой.
Назначенный вице-адмиралом Красной эскадры для участия во Второй англо-голландской войне в 1665 году, он умер от ранения, полученного в битве при Лоустофте.